# Neochactas
Genre
Neochactas est un genre de scorpions de la famille des Chactidae.

## Distribution
Les espèces de ce genre se rencontrent en Amérique du Sud

## Liste des espèces
Selon The Scorpion Files (25/05/2020) :
- Neochactas bariensis (González-Sponga, 1991)
- Neochactas bilbaoi (González-Sponga, 1978)
- Neochactas bruzuali (González-Sponga, 1980)
- Neochactas caroniensis (González-Sponga, 1996)
- Neochactas colombiensis (González-Sponga, 1976)
- Neochactas delicatus (Karsch, 1879)
- Neochactas efreni (González-Sponga, 1978)
- Neochactas eliasilvai (González-Sponga, 1980)
- Neochactas fei (Pinto-da-Rocha, Gasnier, Brescovit & Apolinario, 2002)
- Neochactas fravalae (Lourenço, 1983)
- Neochactas gaillardi (Lourenço,1983)
- Neochactas garciai (González-Sponga, 1978)
- Neochactas granosus (Pocock, 1900)
- Neochactas guaiquinimensis (González-Sponga, 1997)
- Neochactas jaspei (Gonzalez-Sponga, 1993)
- Neochactas josemanueli (González-Sponga, 1992)
- Neochactas kelleri (Lourenço, 1997)
- Neochactas kjellesvigi (González-Sponga, 1974)
- Neochactas laui (Kjellesvig-Waering, 1966)
- Neochactas leoneli (González-Sponga, 1978)
- Neochactas macrochelae (González-Sponga, 2004)
- Neochactas mottai (Lourenço & Araujo, 2004)
- Neochactas neblinensis (González-Sponga, 1991)
- Neochactas orinocensis (Scorza, 1954)
- Neochactas panarei (González-Sponga, 1980)
- Neochactas paoensis (González-Sponga, 1996)
- Neochactas parvulus (Pocock, 1897)
- Neochactas racenisi (González-Sponga, 1975)
- Neochactas riopinensis (González-Sponga, 1992)
- Neochactas ruizpittoli (González-Sponga, 1993)
- Neochactas sanmartini (González-Sponga, 1974)
- Neochactas santanai (González-Sponga, 1978)
- Neochactas sarisarinamensis (González-Sponga, 1985)
- Neochactas simarawochensis (González-Sponga, 1980)
- Neochactas sissomi (Lourenço, 1983)
- Neochactas skuki (Lourenço & Pinto-da-Rocha, 2000)
- Neochactas verai (González-Sponga, 1993)
- Neochactas yekuanae (González-Sponga, 1984)

## Publication originale
- Soleglad & Fet, 2003 : High-level systematics and phylogeny of the extant scorpions (Scorpiones: Orthosterni). Euscorpius, no 11, p. 1–175 (texte intégral).